# Hans Haid

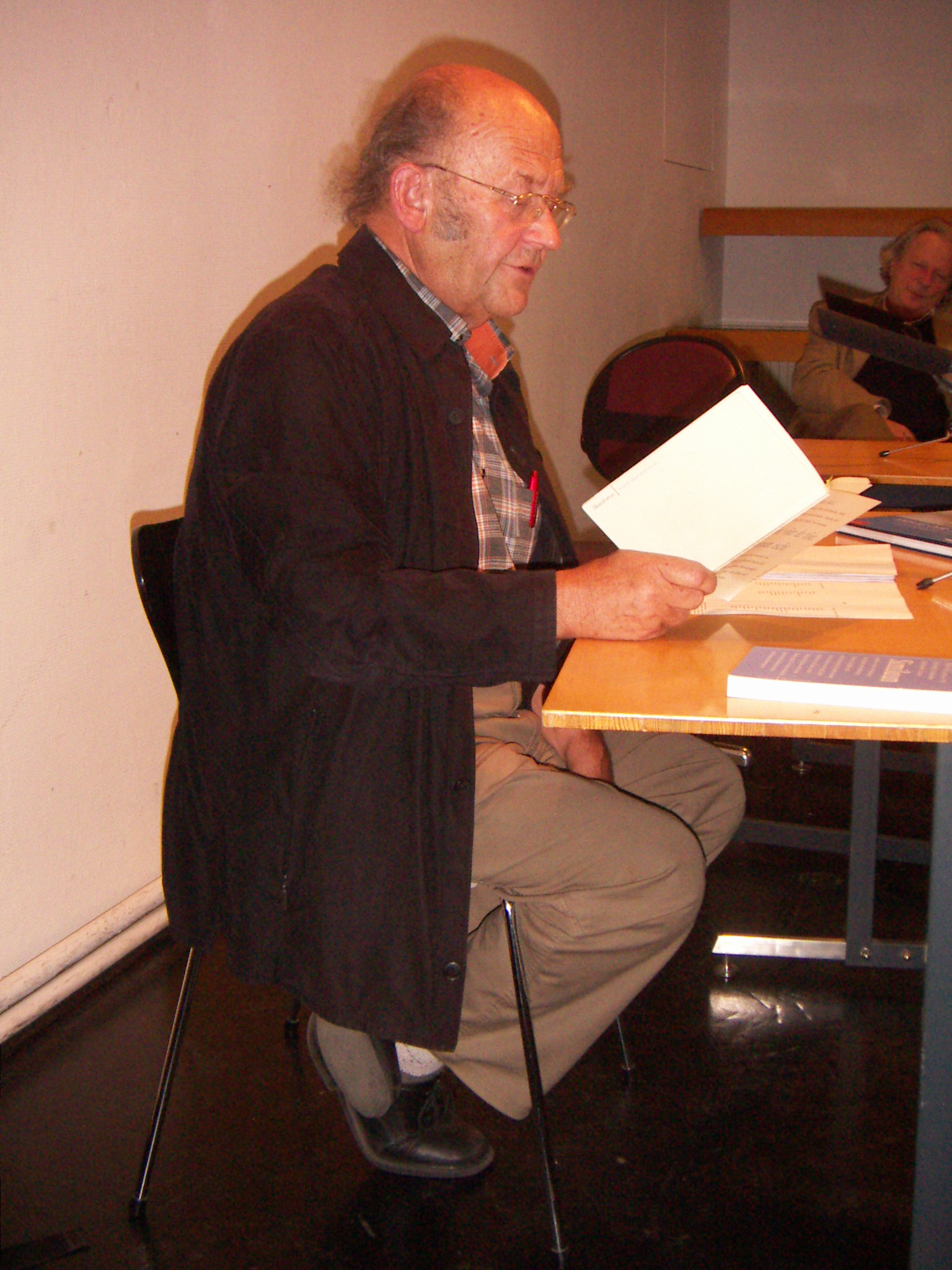
Alte Schmiede in Wien: Lesung von Hans Haid (2008)

Hans Haid (* 26. Februar 1938 in Längenfeld, Ötztal; † 5. Februar 2019 in Ötztal-Bahnhof) war ein österreichischer Volkskundler, Bergbauer und Mundartdichter.

## Leben
Hans Haid war Angestellter, machte 1963 die Externisten-Matura und absolvierte anschließend ein Studium der Volkskunde und Kunstgeschichte an der Universität Wien, das er 1974 mit der Promotion zum Dr. phil. abschloss. Seine Dissertation schrieb er über das Brauchtum im Ötztal und seine tourismusbedingten Veränderungen.
Er lebte eine Zeitlang in Heiligkreuz im Venter Tal bei Sölden, auf dem 1680 m hoch gelegenen Hof „Roale“, zuletzt in seinem Geburtsort Längenfeld. Haid zählte zu den bekanntesten und umstrittensten Persönlichkeiten des Ötztals.
Haid war mit der Volksmusikforscherin Gerlinde Haid (1943–2012) verheiratet. Er starb kurz vor seinem 81. Geburtstag.
Sein Urnengrab befindet sich in Längenfeld, Ötztal.

## Wirken
Durch Hans Haid erfuhr die Ötztaler Mundart Anerkennung und Verwendung als Medium literarischer Gestaltung. Sie wurde auf seinen Antrag hin 2010 in das Verzeichnis des Immateriellen Kulturerbes in Österreich aufgenommen.
Er veröffentlichte über viele Jahrzehnte hinweg Mundartgedichte, Hörspiele und Romane. Ein zentrales Thema seiner literarischen Arbeiten war die Beeinflussung des Alpenraums durch die Auswüchse des Massentourismus. Peter Turrini nannte Haid wegen seiner Kritik an Ausverkauf und Zerstörung seiner Heimat „Alpen-Abraham-a-Sancta-Clara“. Unter anderem schlug sich Haids Kritik auch in seinem 2008 vom ORF produzierten Hörspiel Mit Tränen füllt man keine Betten nieder. Haid war auch Verfasser und Herausgeber zahlreicher Bildbände und volkskundlicher Bücher über altes Brauchtum bis zum Aufzeigen neuer Wirtschafts- und Lebensformen in den Alpen.
Neben seiner literarischen Tätigkeit war er Begründer und Initiator mehrerer Vereine und Organisationen, wie der Ötztaler Heimatverein und Freilichtmuseum (1964), Internationales Dialektinstitut (1976), Arge Region Kultur (1985), Pro Vita Alpina (ein Zusammenschluss alpiner Initiativen von Slowenien bis Savoyen, 1989) und seit 1995 Entwickler von EU-Projekten (LEADER, Interreg I und II), Verein sall wöll (das wohl).

## Veröffentlichungen (Auswahl)
- Vom alten Leben. Rosenheimer Verlagshaus, Rosenheim 1986.
- Aufbruch in die Einsamkeit. 5000 Jahre Überleben in den Alpen. Rosenheimer Verlagshaus, Rosenheim 1992, ISBN 3-900977-34-8
- Franz Senn im Spiegel seiner Zeit. Skizzen zum Leben in den Ötztaler Alpen. In: Oberwalder, Louis; Mailänder, Nico; Haid, Hans; Haßlacher, Peter; Fliri, Franz: Franz Senn. Alpinismuspionier und Gründer des Alpenvereins. Tyrolia, Innsbruck / Wien 2004, ISBN 3-7022-2629-X
- Mythos Lawine: Eine Kulturgeschichte. Studienverlag, Innsbruck / Wien 2007, ISBN 978-3-7065-4493-1
- Wege der Schafe: Die jahrtausendalte Hirtenkultur  zwischen Südtirol und dem Ötztal. Tyrolia, Innsbruck / Wien, und Verlagsanstalt Athesia, Bozen 2008, ISBN 978-3-7022-2901-6 / ISBN 978-88-8266-504-3.
- Das Schaf. Eine Kulturgeschichte. Böhlau, Wien 2010, ISBN 978-3-205-78442-5
- mit Barbara Haid: Naturkatastrophen in den Alpen. Haymon, Innsbruck / Wien 2010, ISBN 978-3-85218-850-8.
- i schmeck in langes. Ausgewählte Gedichte. Werkausgabe Band 1. Hrsg. und mit einem Nachwort von Christine Riccabona und Anton Unterkircher. Haymon, Innsbruck / Wien 2018, ISBN 978-3-7099-7296-0.

## Auszeichnungen
- 1991 Hans-Kudlich-Preis[1]
- 1997 Binding-Preis für Natur- und Umweltschutz
- 1998 Umweltpreis Grüner Oskar des Bayerischen Fernsehens, Redaktion Umwelt[1]
- 2007 Verleihung des Ehrentitels Professor durch Bundespräsident Heinz Fischer[1]
- 2010 Otto-Grünmandl-Literaturpreis des Landes Tirol[6]